# 두란

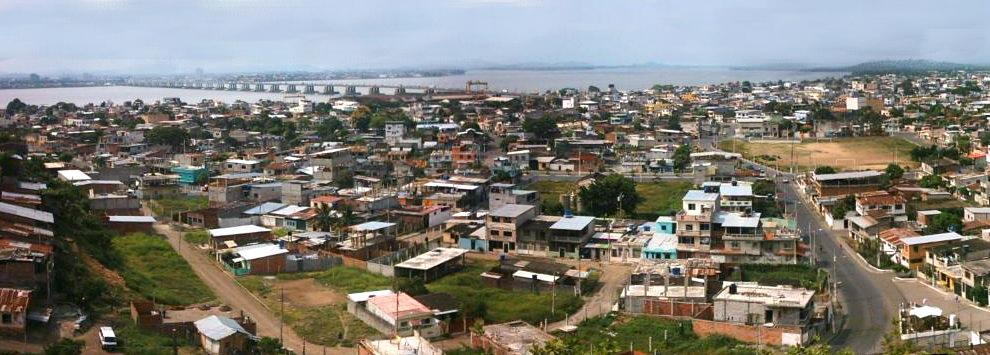
두란

두란(스페인어: Durán)은 에콰도르 과야스주의 도시로 면적은 59.00km2, 높이는 4m, 인구는 235,769명(2010년 기준)이다.